# Jay Litherland
Jay Litherland (ur. 24 sierpnia 1995 w Osace) – amerykański pływak specjalizujący się w stylu zmiennym i dowolnym, wicemistrz świata i finalista igrzysk olimpijskich.

## Kariera
W 2016 roku na igrzyskach olimpijskich w Rio de Janeiro z czasem 4:11,68 min zajął piąte miejsce na dystansie 400 m stylem zmiennym.
Rok później, podczas mistrzostw świata w Budapeszcie płynął w wyścigu eliminacyjnym sztafet 4 × 200 m stylem dowolnym i otrzymał brązowy medal, kiedy Amerykanie uplasowali się w finale na trzeciej pozycji. Na dystansie 400 m stylem zmiennym był piąty (4:12,05). 
Na mistrzostwach świata w Gwangju w 2019 roku zdobył w tej konkurencji srebrny medal, uzyskawszy czas 4:09,22.